# Copa América 2021
Die Copa América 2021 war die 47. Ausspielung der südamerikanischen Kontinentalmeisterschaft im Fußball. Sie wurde von der CONMEBOL organisiert und fand vom 13. Juni bis 10. Juli 2021 in Brasilien statt. Brasilien war zum insgesamt sechsten Mal Gastgeber der Copa América. Sieger wurde die argentinische Fußballnationalmannschaft, die Brasilien im Finale mit 1:0 besiegte und damit eine Negativserie von 28 Jahren ohne größeren internationalen Titel beendete. Zwischenzeitlich unterlagen sie in vier Copa-Finalen (2004, 2007, 2015, 2016) und einem WM-Finale (2014).
Die ursprünglich für das Jahr 2020 vorgesehene Copa América wurde wegen der COVID-19-Pandemie um ein Jahr verschoben. Das Turnier sollte zum ersten Mal mit Argentinien und Kolumbien in zwei Ländern stattfinden. Im Mai 2021, wenige Wochen vor Turnierstart, schieden nacheinander Kolumbien und Argentinien als Gastgebernationen aus und Brasilien sprang als neuer Gastgeber ein.

## Vergabe und Verlegung des Turniers und Änderung der Gastgeber
Am 9. April 2019 teilte die CONMEBOL auf einer Tagung im brasilianischen Rio de Janeiro mit, dass das Turnier in Argentinien und Kolumbien stattfinden soll. Argentinien war zuvor neun Mal Gastgeber des Turniers. Für Kolumbien wäre es nach 2001 die zweite Austragung der Copa América gewesen.
Die Meisterschaft war ursprünglich für das Jahr 2020 angesetzt. Mit dieser Ausgabe sollte die Austragung des Turniers auf gerade Jahreszahlen im Rhythmus von vier Jahren umgestellt werden und damit, auf Wunsch des südamerikanischen Verbandes CONMEBOL, an den Rhythmus der Fußball-Europameisterschaft angeglichen werden.
Wegen der COVID-19-Pandemie beschloss die CONMEBOL am 17. März 2020 die Verschiebung um ein Jahr.
Unter dem Eindruck der „dritten Welle“ der COVID-19-Pandemie und anhaltender sozialer Unruhen im Land (obwohl letztere offiziell nicht erwähnt wurden) bat Mitte Mai 2021 die Regierung Kolumbiens um eine mögliche Verschiebung des Turniers in den November. Die CONMEBOL schloss mit dem Hinweis auf die bestehenden weltweiten Termine der Liga-Spielpläne und Länderspielwettbewerbe eine Verschiebung aus und beschloss so schnell wie möglich neue Austragungsorte bekannt zu geben. Gleichzeitig war die Gesundheitsnotlage in Argentinien jedoch auch nicht besser; das Land steckte in der schlimmsten Phase der COVID-19-Pandemie und befand sich erneut in einem strikten Lockdown, um die Ausbreitung des Virus zu kontrollieren.
Am 30. Mai 2021 wurde auch Argentinien die Austragung wegen der schnell steigenden Zahl von COVID-19-Fällen entzogen. Zwei Wochen vor Turnierbeginn gab es keinen Gastgeber. Nach dem Aus von Kolumbien wurde Chile als möglicher Austragungsort ins Spiel gebracht. Tatsächlich wurde am 31. Mai Brasilien als neuer Ausrichter festgelegt. Bei der kurzfristigen Vergabe des Turniers an Brasilien spielten auch politische Kalküle des brasilianischen Präsidenten Jair Bolsonaro, der unter anderem aufgrund seiner Coronapolitik in der Kritik steht, eine Rolle.

## Teilnehmer
Neben zehn südamerikanischen Mannschaften sollten ursprünglich zwei Gastmannschaften von außerhalb Südamerikas an dem Turnier teilnehmen. Am 13. Juni 2019 wurden die beiden letzten Gewinner der Asienmeisterschaft, Australien (2015) und Katar (2019), als Gastmannschaften bestätigt. Ende Februar mussten beide Mannschaften jedoch die Teilnahme an dem Kontinentalturnier absagen, da der Spielplan durch die Verschiebung des Turniers mit Spielen der WM-Qualifikation Asiens kollidierte.
| Argentinien                             | Chile     |
| Ecuador                                 | Peru      |
| Bolivien                                | Uruguay   |
| Brasilien (Gastgeber, Titelverteidiger) | Kolumbien |
| Venezuela                               | Paraguay  |

## Ursprünglich geplante Austragungsorte
Ursprünglich sollte das Turnier in acht Stadien in acht Städten gespielt werden, jeweils in vier Stadien in Argentinien und Kolumbien.

### Argentinien
- Buenos Aires: Estadio Monumental Antonio Vespucio Liberti – 70.074 Plätze
- Córdoba: Estadio Mario Alberto Kempes – 57.000 Plätze
- Mendoza: Estadio Malvinas Argentinas – 49.268 Plätze
- Santiago del Estero: Estadio Único Madre de Ciudades – 30.000 Plätze

### Kolumbien
- Barranquilla: Estadio Metropolitano Roberto Meléndez – 50.500 Plätze
- Bogotá: Estadio Nemesio Camacho – 46.000 Plätze
- Cali: Estadio Olímpico Pascual Guerrero – 36.000 Plätze
- Medellín: Estadio Atanasio Girardot – 53.000 Plätze

## Austragungsorte
Anfang Juni 2021 wurden fünf Stadien für die Copa América bekannt gegeben. Das Turnier wurde in fünf Stadien in vier Städten ausgetragen. In Rio de Janeiro wurde im Maracanã und im Estádio Olímpico Nilton Santos gespielt. Das Endspiel fand im Maracanã statt. Des Weiteren wurde in der Hauptstadt Brasília (Estádio Nacional de Brasília Mané Garrincha), Cuiabá (Arena Pantanal) und Goiânia (Estádio Olímpico Pedro Ludovico Teixeira) gespielt. Die Begegnungen fanden ohne Zuschauer unter Ausschluss der Öffentlichkeit statt.
| Brasília |

| Cuiabá |

| Goiânia |

| Rio de Janeiro |

| Brasília |

| Cuiabá |

| Goiânia |

| Rio de Janeiro |

## Gruppenphase
Die Mannschaften wurden in zwei Gruppen aufgeteilt. In Kolumbien hätte die Zona Norte (deutsch Nordzone) ihre Partien in der Vorrunde austragen sollen. Die Zona Sur (deutsch Südzone) in Argentinien hätte den anderen Teil der Mannschaften beherbergt. Die Aufteilung der Gruppen wurde auch nach Verlegung der Austragung nach Brasilien beibehalten. Die vier Bestplatzierten jeder Gruppe zogen in das Viertelfinale ein. Am 3. Dezember 2019 wurden in Cartagena die Vorrundengruppen zur Ermittlung der Positionen der Gastmannschaften und des Zeitplans ausgelost. Das Eröffnungsspiel sollte im Estadio Monumental in Buenos Aires stattfinden. Der Ort des Endspiels war noch nicht festgelegt.
Ein aktualisierter Spielplan für das Turnier wurde unter Berücksichtigung der Absagen Australiens und Katars veröffentlicht.

### Gruppe A – Zona Sur
| Pl. | Land        | Sp. | S | U | N | Tore    | Diff. | Punkte |
| --- | ----------- | --- | - | - | - | ------- | ----- | ------ |
| 1.  | Argentinien | 4   | 3 | 1 | 0 | 007:200 | +5    | 10     |
| 2.  | Uruguay     | 4   | 2 | 1 | 1 | 004:200 | +2    | 07     |
| 3.  | Paraguay    | 4   | 2 | 0 | 2 | 005:300 | +2    | 06     |
| 4.  | Chile       | 4   | 1 | 2 | 1 | 003:400 | −1    | 05     |
| 5.  | Bolivien    | 4   | 0 | 0 | 4 | 002:100 | −8    | 0      |

|                                                            |   |             |           |
| 14. Juni 2021, 18:00 Uhr in Rio de Janeiro (Nilton Santos) |   |             |           |
| Argentinien                                                | – | Chile       | 1:1 (1:0) |
| 14. Juni 2021, 21:00 Uhr in Goiânia                        |   |             |           |
| Paraguay                                                   | – | Bolivien    | 3:1 (0:1) |
| 18. Juni 2021, 17:00 Uhr in Cuiabá                         |   |             |           |
| Chile                                                      | – | Bolivien    | 1:0 (1:0) |
| 18. Juni 2021, 21:00 Uhr in Brasília                       |   |             |           |
| Argentinien                                                | – | Uruguay     | 1:0 (1:0) |
| 21. Juni 2021, 17:00 Uhr in Cuiabá                         |   |             |           |
| Uruguay                                                    | – | Chile       | 1:1 (0:1) |
| 21. Juni 2021, 21:00 Uhr in Brasília                       |   |             |           |
| Argentinien                                                | – | Paraguay    | 1:0 (1:0) |
| 24. Juni 2021, 17:00 Uhr in Cuiabá                         |   |             |           |
| Bolivien                                                   | – | Uruguay     | 0:2 (0:1) |
| 24. Juni 2021, 21:00 Uhr in Brasília                       |   |             |           |
| Chile                                                      | – | Paraguay    | 0:2 (0:1) |
| 28. Juni 2021, 21:00 Uhr in Rio de Janeiro (Nilton Santos) |   |             |           |
| Uruguay                                                    | – | Paraguay    | 1:0 (1:0) |
| 28. Juni 2021, 20:00 Uhr in Cuiabá                         |   |             |           |
| Bolivien                                                   | – | Argentinien | 1:4 (0:3) |

### Gruppe B – Zona Norte
| Pl. | Land      | Sp. | S | U | N | Tore    | Diff. | Punkte |
| --- | --------- | --- | - | - | - | ------- | ----- | ------ |
| 1.  | Brasilien | 4   | 3 | 1 | 0 | 010:200 | +8    | 10     |
| 2.  | Peru      | 4   | 2 | 1 | 1 | 005:700 | −2    | 07     |
| 3.  | Kolumbien | 4   | 1 | 1 | 2 | 003:400 | −1    | 04     |
| 4.  | Ecuador   | 4   | 0 | 3 | 1 | 005:600 | −1    | 03     |
| 5.  | Venezuela | 4   | 0 | 2 | 2 | 002:600 | −4    | 02     |

|                                                            |   |           |           |
| 13. Juni 2021, 18:00 Uhr in Brasília                       |   |           |           |
| Brasilien                                                  | – | Venezuela | 3:0 (1:0) |
| 13. Juni 2021, 20:00 Uhr in Cuiabá                         |   |           |           |
| Kolumbien                                                  | – | Ecuador   | 1:0 (1:0) |
| 17. Juni 2021, 18:00 Uhr in Goiânia                        |   |           |           |
| Kolumbien                                                  | – | Venezuela | 0:0       |
| 17. Juni 2021, 21:00 Uhr in Rio de Janeiro (Nilton Santos) |   |           |           |
| Brasilien                                                  | – | Peru      | 4:0 (1:0) |
| 20. Juni 2021, 18:00 Uhr in Rio de Janeiro (Nilton Santos) |   |           |           |
| Venezuela                                                  | – | Ecuador   | 2:2 (0:1) |
| 20. Juni 2021, 21:00 Uhr in Goiânia                        |   |           |           |
| Kolumbien                                                  | – | Peru      | 1:2 (0:1) |
| 23. Juni 2021, 18:00 Uhr in Goiânia                        |   |           |           |
| Ecuador                                                    | – | Peru      | 2:2 (2:0) |
| 23. Juni 2021, 21:00 Uhr in Rio de Janeiro (Nilton Santos) |   |           |           |
| Brasilien                                                  | – | Kolumbien | 2:1 (0:1) |
| 27. Juni 2021, 18:00 Uhr in Goiânia                        |   |           |           |
| Brasilien                                                  | – | Ecuador   | 1:1 (1:0) |
| 27. Juni 2021, 18:00 Uhr in Brasília                       |   |           |           |
| Venezuela                                                  | – | Peru      | 0:1 (0:0) |

## Finalrunde
|  | Viertelfinale                                             | Viertelfinale                                             |                                     |                                                   | Halbfinale                                        | Halbfinale |  |  | Finale                              | Finale                              |
|  |                                                           |                                                           |                                     |                                                   |                                                   |            |  |  |                                     |                                     |
|  | 3. Juli 2021, 22:00 Uhr in Goiânia                        |                                                           |                                     |                                                   |                                                   |            |  |  |                                     |                                     |
|  | Argentinien                                               | 3                                                         |                                     |                                                   |                                                   |            |  |  |                                     |                                     |
|  | Argentinien                                               | 3                                                         | 6. Juli 2021, 22:00 Uhr in Brasília |                                                   |                                                   |            |  |  |                                     |                                     |
|  | Ecuador                                                   | 0                                                         |                                     |                                                   |                                                   |            |  |  |                                     |                                     |
|  | Ecuador                                                   | 0                                                         | Argentinien                         | E1 (3)E                                           |                                                   |            |  |  |                                     |                                     |
|  |                                                           |                                                           | Argentinien                         | E1 (3)E                                           |                                                   |            |  |  |                                     |                                     |
|  |                                                           | Kolumbien                                                 | 1 (2)                               |                                                   |                                                   |            |  |  |                                     |                                     |
|  | Uruguay                                                   | Kolumbien                                                 | 1 (2)                               | 0 (2)                                             |                                                   |            |  |  |                                     |                                     |
|  | Uruguay                                                   |                                                           |                                     | 0 (2)                                             |                                                   |            |  |  |                                     |                                     |
|  | Kolumbien                                                 | E0 (4)E                                                   |                                     | 10. Juli 2021, 21:00 in Rio de Janeiro (Maracanã) | 10. Juli 2021, 21:00 in Rio de Janeiro (Maracanã) |            |  |  |                                     |                                     |
|  | 3. Juli 2021, 19:00 Uhr in Brasília                       | 3. Juli 2021, 19:00 Uhr in Brasília                       | Argentinien                         | 1                                                 |                                                   |            |  |  |                                     |                                     |
|  | 2. Juli 2021, 21:00 Uhr in Rio de Janeiro (Nilton Santos) | 2. Juli 2021, 21:00 Uhr in Rio de Janeiro (Nilton Santos) |                                     | Brasilien                                         | 0                                                 |            |  |  |                                     |                                     |
|  | Brasilien                                                 | 1                                                         |                                     |                                                   |                                                   |            |  |  |                                     |                                     |
|  | Chile                                                     | 0                                                         |                                     |                                                   |                                                   |            |  |  |                                     |                                     |
|  | Chile                                                     | 0                                                         | Brasilien                           | 1                                                 |                                                   |            |  |  |                                     |                                     |
|  |                                                           |                                                           | Brasilien                           | 1                                                 | Spiel um Platz 3                                  |            |  |  |                                     |                                     |
|  |                                                           | Peru                                                      | 0                                   |                                                   |                                                   |            |  |  |                                     |                                     |
|  | Peru                                                      | Peru                                                      | 0                                   | E3 (4)E                                           | Kolumbien                                         | 3          |  |  |                                     |                                     |
|  | Peru                                                      | 5. Juli 2021, 20:00 Uhr in Rio de Janeiro (Nilton Santos) |                                     | E3 (4)E                                           | Kolumbien                                         | 3          |  |  |                                     |                                     |
|  | Paraguay                                                  | 3 (3)                                                     |                                     | Peru                                              | 2                                                 |            |  |  |                                     |                                     |
|  | Paraguay                                                  | 3 (3)                                                     |                                     |                                                   | 2                                                 |            |  |  |                                     |                                     |
|  | 2. Juli 2021, 18:00 Uhr in Goiânia                        | 2. Juli 2021, 18:00 Uhr in Goiânia                        |                                     |                                                   |                                                   |            |  |  | 9. Juli 2021, 21:00 Uhr in Brasília | 9. Juli 2021, 21:00 Uhr in Brasília |

### Viertelfinale
|                                                           |   |           |                      |
| 2. Juli 2021, 18:00 Uhr in Goiânia                        |   |           |                      |
| Peru                                                      | – | Paraguay  | 3:3 (2:1), 4:3 i. E. |
| 2. Juli 2021, 21:00 Uhr in Rio de Janeiro (Nilton Santos) |   |           |                      |
| Brasilien                                                 | – | Chile     | 1:0 (0:0)            |
| 3. Juli 2021, 19:00 Uhr in Brasília                       |   |           |                      |
| Uruguay                                                   | – | Kolumbien | 0:0, 2:4 i. E.       |
| 3. Juli 2021, 22:00 Uhr in Goiânia                        |   |           |                      |
| Argentinien                                               | – | Ecuador   | 3:0 (1:0)            |

### Halbfinale
|                                                           |   |           |                      |
| 5. Juli 2021, 20:00 Uhr in Rio de Janeiro (Nilton Santos) |   |           |                      |
| Brasilien                                                 | – | Peru      | 1:0 (1:0)            |
| 6. Juli 2021, 22:00 Uhr in Brasília                       |   |           |                      |
| Argentinien                                               | – | Kolumbien | 1:1 (1:0), 3:2 i. E. |

### Spiel um Platz 3
|                                     |   |      |           |
| 9. Juli 2021, 21:00 Uhr in Brasília |   |      |           |
| Kolumbien                           | – | Peru | 3:2 (0:1) |

### Endspiel
|                                                   |   |           |           |
| 10. Juli 2021, 21:00 in Rio de Janeiro (Maracanã) |   |           |           |
| Argentinien                                       | – | Brasilien | 1:0 (1:0) |

## Schiedsrichter
Hauptschiedsrichter:
- Néstor Pitana
- Patricio Loustau
- Gery Vargas
- Wilton Sampaio
- Raphael Claus
- Roberto Tobar
- Wilmar Roldán
- Andrés Rojas
- Guillermo Guerrero
- Eber Aquino
- Víctor Carrillo
- Jesús Gil Manzano
- Esteban Ostojich
- Leodán González
- Alexis Herrera

Schiedsrichterassistenten:
- Ezequiel Brailovsky
- Gabriel Chade
- José Antelo
- Edwar Saavedra
- Danilo Manis
- Bruno Pires
- Christian Schiemann
- Claudio Ríos
- Alexander Guzmán
- Jhon Alexander León
- Christian Lescano
- Byron Romero
- Eduardo Cardozo
- Milciades Saldívar
- Jonny Bossio
- Raúl López Cruz
- Diego Barbero Sevilla
- Ángel Nevado Rodriguez
- Carlos Barreiro
- Martín Soppi
- Carlos López
- Jorge Urrego

Videoschiedsrichter:
- Facundo Tello
- Mauro Vigliano
- Wagner Reway
- Rafael Traci
- Julio Bascuñán
- Cristián Garay
- Jhon Ospina
- Juan Gabriel Benítez
- Derlis López
- Diego Haro
- Ricardo de Burgos Bengoetxea
- José Luis Munuera Montero
- Andrés Cunha
- Daniel Fedorczuk
- Juan Soto
- Jesús Valenzuela

Unterstützungsschiedsrichter:
- Ángelo Hermosilla
- Augusto Aragón
- Kevin Ortega
- Andrés Matonte

Im Rahmen eines Austauschprogramms der UEFA mit dem südamerikanischen Verband CONMEBOL wurde mit dem Argentinier Fernando Rapallini erstmals ein südamerikanischer Schiedsrichter für die Fußball-EM 2021 nominiert, der von den Assistenten Juan Pablo Belatti und Diego Bonfá unterstützt wurde; sie leiteten zwei Gruppen- und ein Achtelfinalspiel. Im Gegenzug repräsentierte der Spanier Jesús Gil Manzano als Schiedsrichter, Diego Barbero Sevilla und Angel Nevado Rodríguez als Linienrichter sowie Ricardo de Burgos Bengoetxea und José Luis Munuera Montero als Video-Assistenten die UEFA bei der Copa América 2021 in Brasilien.

## Torschützen
| Platz | Spieler           | Tore | Elfmeter- tore | Vorlagen | Spielzeit |
| ----- | ----------------- | ---- | -------------- | -------- | --------- |
| 1     | Luis Díaz         | 4    | 0              | 0        | 386       |
|       | Lionel Messi      | 4    | 1              | 5        | 630       |
| 3     | Gianluca Lapadula | 3    | 0              | 1        | 581       |
|       | Lautaro Martínez  | 3    | 0              | 0        | 417       |
| 5     | André Carrillo    | 2    | 0              | 1        | 518       |
|       | Edinson Cavani    | 2    | 0              | 0        | 428       |
|       | Papu Gómez        | 2    | 0              | 0        | 128       |
|       | Neymar            | 2    | 1              | 3        | 540       |
|       | Lucas Paquetá     | 2    | 0              | 0        | 355       |
|       | Ayrton Preciado   | 2    | 0              | 0        | 282       |
|       | Ángel Romero      | 2    | 0              | 0        | 385       |
|       | Erwin Saavedra    | 2    | 0              | 0        | 317       |
|       | Eduardo Vargas    | 2    | 0              | 1        | 403       |
|       | Yoshimar Yotún    | 2    | 0              | 1        | 613       |

## Beste Spieler
Mit dem Argentinier Lionel Messi und dem Brasilianer Neymar wurden zwei Spieler vor dem Finale zum besten Spieler des Turniers gewählt, da es „unmöglich [sei], nur einen besten Spieler zu küren“, wie es in der Mitteilung des südamerikanischen Verbandes CONMEBOL hieß. Als bester Torhüter des Turniers wurde der Argentinier Emiliano Martínez ausgezeichnet. In das Team des Turniers wurden folgende Spieler gewählt.
Torhüter
- Emiliano Martínez

Abwehrspieler
- Mauricio Isla
- Cristian Romero
- Marquinhos
- Pervis Estupiñán

Mittelfeldspieler
- Casemiro
- Rodrigo de Paul
- Yoshimar Yotún

Stürmer
- Luis Díaz
- Lionel Messi
- Neymar

## Finalissima 2022
Mit dem CONMEBOL-UEFA-Pokal der Champions 2022 wurde der interkontinentale Wettbewerb zwischen den Siegern der südamerikanischen Copa América und der Fußball-Europameisterschaft wieder ins Leben gerufen. Am 1. Juni 2022 traten Argentinien und Italien im Londoner Wembley-Stadion gegeneinander an. Argentinien gewann mit 3:0, und bei dessen dritter Auflage, den Pokal zum zweiten Mal.

## Auswirkungen der COVID-19-Pandemie
Im Zuge der Gruppenphase kam es zu erheblichen Problemen durch das COVID-19-Virus. Zwei Tage nach dem Beginn waren 53 Fälle von infizierten Personen bekannt. Zu dem Zeitpunkt waren 27 Fälle bei Spielern und Mitgliedern von Delegationen festgestellt worden, 26 bei für die Veranstaltung angeheuerten Dienstleistern. Am stärksten betroffen war die Auswahl Venezuelas mit 13 positiven Tests, darunter acht Spieler. Bolivien meldete vier Betroffene, Kolumbien zwei. Auch der Athletiktrainer der Peruaner musste in Quarantäne.